# Das weiße Schweigen
Das weiße Schweigen ist ein Film von Esther Gronenborn und erzählt eine an die Taten des sogenannten „Todespflegers“ Niels Högel angelehnte Geschichte.

## Handlung
Clara Horn arbeitet als Krankenpflegerin und kehrt nach mehrjähriger Kinderpause zurück in den Job. Eines Tages bemerkt sie, dass etwas nicht stimmt. Es gibt auffällig viele Todesfälle auf ihrer Station, und diese scheinen kein Zufall zu sein. Offenbar ist ihr Kollege Rico Weber für die Todesserie verantwortlich.

## Hintergrund
Der Film ist vom Fall Niels Högel inspiriert. Der deutsche Serienmörder war von 1999 bis Mitte 2005 in verschiedenen Kliniken in Deutschland als Krankenpfleger tätig, so in Oldenburg und Delmenhorst, und beging dort zahlreiche Morde, die vermutlich die größte Mordserie in der bundesdeutschen Kriminalgeschichte darstellen. Er spritzt Patienten ohne ärztliche Anordnung ein Mittel, das lebensbedrohliche Herzrhythmusstörungen sowie einen Blutdruckabfall auslöst, um sie dann reanimieren zu können.

## Produktion

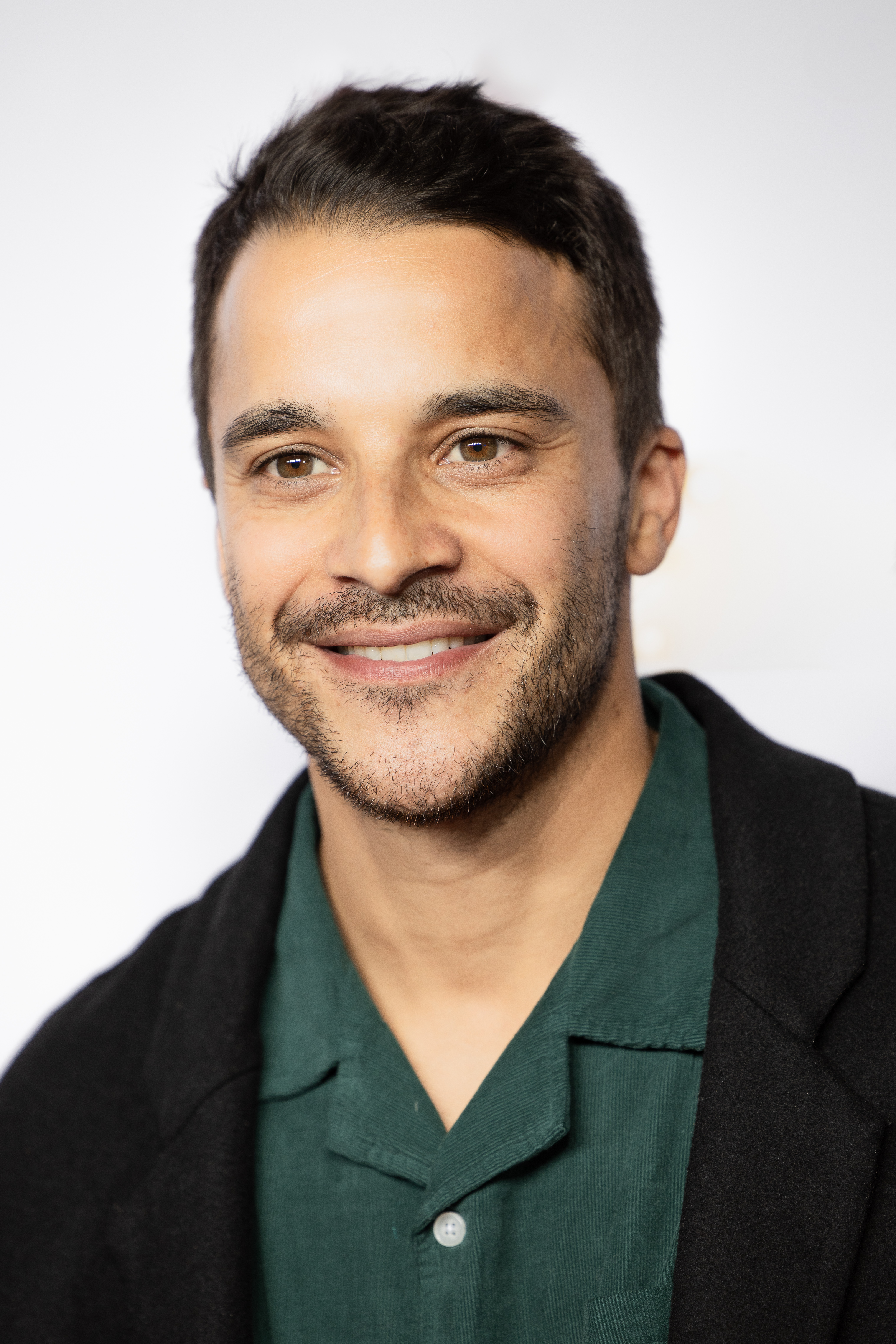
Kostja Ullmann spielt Rico Weber

Esther Gronenborn, die das Drehbuch zusammen mit Sönke Lars Neuwöhner verfasste, fungiert gleichzeitig auch als Regisseurin.
Julia Jentsch spielt in der Hauptrolle die Krankenpflegerin Clara, Kostja Ullmann ihren Kollegen Rico Weber.
Gedreht wurde ab Ende Mai 2021, unter anderem in Berlin, wo am 23. Juni 2021 die letzte Klappe fiel. Als Kameramann fungierte Christoph Krauss.
Der Film sollte ursprünglich in der zweiten Jahreshälfte 2021 bei TVNow erstmals ausgestrahlt werden, wurde schlussendlich dann am 28. Juni 2022 auf dem TVNOW Nachfolger RTL+ veröffentlicht.

## Rezeption

### Auszeichnungen
Deutscher Fernsehpreis 2022
- Auszeichnung als Bester Film – Fiktion
- Nominierung als Beste Schauspielerin (Julia Jentsch)

### Kritik
„[…] Thriller, der aus dem psychologischen Zweikampf der Hauptfiguren ein packendes Spannungsduell macht. Trotz des Rückgriffs auf Klischees bei Nebenfiguren wird auch der Pflegenotstand als begünstigender Umstand für das Treiben des Serienmörders überwiegend geschickt in die Handlung eingeflochten.“